# Coburger Zeitung
Die Coburger Zeitung war eine Tageszeitung in Coburg. Sie erschien erstmals 1854 und dann zwischen 1861 und 1935. Die Ausgaben liegen inzwischen digitalisiert vor.